# Tiro nos Jogos Paralímpicos de Verão de 2012 - Pistola de ar 10 m feminino SH1
A prova de pistola de ar 10 metros feminino na classe SH1 do tiro nos Jogos Paralímpicos de Verão de 2012 foi disputada no dia 31 de agosto no The Royal Artillery Barracks, em Londres.

## Medalhistas
| Ouro   | MKD Olivera Nakovska-Bikova |
| Prata  | RUS Marina Klimenchenko     |
| Bronze | IRI Sareh Javanmardi        |

## Resultados

### Fase de qualificação
| Pos. | Atleta                      | 1  | 2  | 3  | 4  | Total | Shoot-out | Notas |
| ---- | --------------------------- | -- | -- | -- | -- | ----- | --------- | ----- |
| 1    | MKD Olivera Nakovska-Bikova | 94 | 97 | 95 | 95 | 381   |           | Q     |
| 2    | RUS Marina Klimenchenko     | 96 | 95 | 93 | 94 | 378   |           |       |
| 3    | IRI Sareh Javanmardi        | 96 | 92 | 94 | 94 | 376   |           |       |
| 4    | IRI Alieh Mahmoudi          | 94 | 92 | 91 | 97 | 374   |           |       |
| 5    | AZE Yelena Taranova         | 94 | 98 | 88 | 92 | 372   |           |       |
| 6    | KOR Park Myung-Soon         | 92 | 93 | 91 | 93 | 369   |           |       |
| 7    | UKR Olga Mustafeiva         | 90 | 91 | 93 | 94 | 368   |           |       |
| 8    | RUS Natalia Dalekova        | 92 | 92 | 91 | 92 | 367   | 51.5      |       |
| 9    | HUN Krisztina David         | 90 | 92 | 92 | 93 | 367   | 43.7      |       |
| 10   | TUR Aysel Özgan             | 92 | 91 | 89 | 89 | 361   |           |       |
| 11   | SRB Mirjana Ilić Đuričin    | 90 | 91 | 87 | 90 | 358   |           |       |
| 12   | HKG Leung Yuk Chun          | 91 | 89 | 89 | 86 | 355   |           |       |
| 13   | UKR Anastasiia Skok         | 93 | 87 | 84 | 84 | 348   |           |       |
| 14   | MGL Lkhamsuren Tsedendash   | 85 | 79 | 82 | 81 | 327   |           |       |

### Fase final
| Pos.   | Atleta                      | Qual. | 1    | 2    | 3    | 4    | 5    | 6    | 7    | 8    | 9    | 10   | Final | Total |
| ------ | --------------------------- | ----- | ---- | ---- | ---- | ---- | ---- | ---- | ---- | ---- | ---- | ---- | ----- | ----- |
| Ouro   | MKD Olivera Nakovska-Bikova | 381   | 9.5  | 9.4  | 9.6  | 10.2 | 10.5 | 10.4 | 8.3  | 9.7  | 8.2  | 8.9  | 94.7  | 475.7 |
| Prata  | RUS Marina Klimchenko       | 378   | 8.3  | 9.3  | 9.2  | 9.4  | 8.3  | 10.3 | 7.0  | 10.0 | 9.3  | 10.5 | 91.6  | 469.6 |
| Bronze | IRI Sareh Javanmardi        | 376   | 9.6  | 9.8  | 10.9 | 10.1 | 7.7  | 8.0  | 8.6  | 9.7  | 9.6  | 9.0  | 93.0  | 469.0 |
| 4      | UKR Olga Mustafaieva        | 368   | 10.4 | 10.8 | 10.4 | 10.0 | 9.8  | 10.7 | 8.6  | 9.8  | 10.6 | 9.5  | 100.6 | 468.6 |
| 5      | KOR Myungsoon Park          | 369   | 9.9  | 9.7  | 10.4 | 9.4  | 9.7  | 10.4 | 10.3 | 10.6 | 9.6  | 9.6  | 99.6  | 468.6 |
| 6      | IRI Alieh Mahmoudi          | 374   | 8.7  | 8.2  | 8.7  | 9.2  | 9.9  | 9.8  | 9.0  | 9.8  | 9.2  | 10.6 | 93.1  | 467.1 |
| 7      | AZE Yelena Taranova         | 372   | 9.6  | 10.5 | 9.5  | 8.5  | 10.1 | 10.0 | 7.3  | 9.9  | 9.3  | 9.2  | 93.9  | 465.9 |
| 8      | RUS Natalia Dalekova        | 367   | 10.6 | 10.3 | 9.7  | 9.1  | 10.2 | 9.7  | 7.4  | 10.4 | 10.1 | 8.9  | 96.4  | 463.4 |

Legenda
| Recorde mundial      | Recorde mundial (World record)               |                       | Recorde africano                      | Recorde africano (African) |                                           | Q | Classificado por posição (Qualified) |
| Recorde paralímpico  | Recorde paralímpico (Paralympic record)      | Recorde da América    | Recorde da América (Americas)         | q                          | Classificado por melhor tempo (Qualified) |   |                                      |
| Melhor marca do ano  | Melhor marca do ano (World leading)          | Recorde asiático      | Recorde asiático (Asian)              | DNS                        | Não largou (Did not start)                |   |                                      |
| Recorde nacional     | Recorde nacional (National record)           | Recorde europeu       | Recorde europeu (European)            | DNF                        | Não terminou (Did not finish)             |   |                                      |
| Recorde pessoal      | Recorde pessoal do atleta (Personal best)    | Recorde da Oceania    | Recorde da Oceania (Oceania)          | DSQ / DQ                   | Desclassificado (Disqualified)            |   |                                      |
| Recorde da temporada | Recorde da temporada do atleta (Season best) | Recorde sul-americano | Recorde sul-americano (South America) | NM                         | Sem marca (No mark)                       |   |                                      |